# (38249) 1999 QJ2
(38249) 1999 QJ2 est un astéroïde de la ceinture principale découvert en 1999.

## Description
(38249) 1999 QJ2 a été découvert le 24 août 1999 à l'observatoire Farpoint, à Eskridge, dans l'État américain du Kansas, par Graham E. Bell.

### Caractéristiques orbitales
L'orbite de cet astéroïde est caractérisée par un demi-grand axe de 2,67 ua, un périhélie de 2,03 ua, une excentricité de 0,24 et une inclinaison de 13,98° par rapport à l'écliptique. Du fait de ces caractéristiques, à savoir un demi-grand axe compris entre 2 et 3,2 ua et un périhélie supérieur à 1,666 ua, il est classé, selon la JPL Small-Body Database, comme objet de la ceinture principale.

### Caractéristiques physiques
(38249) 1999 QJ2 a une magnitude absolue (H) de 14,7 et un albédo estimé à 0,073.